# Vitbukig petrell
Vitbukig petrell (Pterodroma incerta) är en utrotningshotad fågel i familjen liror inom ordningen stormfåglar.

## Kännetecken

### Utseende
Vitbukig petrell är en stor och kraftig brun och vit petrell med en kroppslängd på 43 centimeter. Ovan och på övre delen av bröstet är en mörkt chokladbrun, men huvudet kan verka grått om dräkten är sliten. En skarp kant skiljer bröstets mörka övre del från vit nedre del och buk. Undergump och undre stjärttäckare är bruna och undersidan av vingen är enfärgat brun. Liknande sammetspetrellen har mönster på undersidan av vingen medan trindadepetrellen har vita vingspeglar. Olikt andra Pterodroma-petreller kan den ses slå med vingarna när den glider över havet.

### Läte
Lätet sägs likna långvingad petrell (P. macroptera).

## Utbredning och systematik
Fågeln häckar enbart i ögruppen Tristan da Cunha i Sydatlanten och där troligen numera enbart på Goughön efter att arten inte synts till på huvudön på 35 år. Utanför häckningstid ses den i ett vidare område över södra Atlanten och ses regelbundet i Argentina, Brasilien, Falklandsöarna, Namibia och Sydafrika samt vid öarna Ascension och Tristan da Cunha. Tillfälligt har den rört sig ner till Antarktis, Sydgeorgien och Sydsandwichöarna men också till Aqabaviken i Röda havet där två fynd gjorts i både Israel och Jordanien, 31 maj 1982 samt 18 april 1989. Den behandlas som monotypisk, det vill säga att den inte delas in i några underarter.

## Levnadssätt
Arten lever huvudsakligen av bläckfisk, som i vissa studier utgör 87% av dess föda, men intar också kräftdjur och prickfiskar när de kommer upp till ytan nattetid. Den häckar i bohålor utgrävda i torvjord bland ormbunkar och buskar mellan 50 och 300 meters höjd på Gough, högre upp på Tristan.

## Status och hot
Internationella naturvårdsunionen IUCN kategoriserar arten som starkt hotad med tanke på det extremt begränsade utbredningsområdet samt upptäckten att predation av införda möss påverkar häckningsframgången starkt, vilket troligen kommer decimera populationen. Skulle det bekräftas att arten är utdöd på Tristan da Cunha kan arten uppgraderas till kategorin akut hotad (CR). Arten är fortfarande relativt talrik, med ett bestånd på 1,8 miljoner vuxna individer.